# ХК Гонзалез
Хуан Камило Гонзалез (енгл. Juan Camilo Gonzalez; рођен 1990. године), професионално познат као ХК Гонзалез (енгл. JC Gonzalez), колумбијски је глумац и певач-текстописац. Његова каријера започела је 2009. године, када је учествовао у телевизијским рекламама и огласима у Тексасу. 
Гонзалез је такође био кандидат за Менундо, МТВ ријалити шоу, за који су они одабрали двадесетпет мушких певача, који говоре два језика. Гонзалез је такође наступао на филму и телевизији, као што су Паркови и рекреација и Лос американци.

## Ране године
Гонзалес је рођен у Боготи, Колумбија. Има двоје млађих браће и сестара. Гонзалез је сврстан као хиперактивно дете и тако је добио надимак „Теремото” (земљотрес).. Гонзалез и његова породица су се преселилили у Хјустон када је имао седам година, како би његов млађи брат, од кога је много научио, могао да иде на лечење.
Гонзалез је кренуо у Гимназију Лос Каобос у Боготи, и похађао Средњу школу Клеменс у Шугар Ланду у Тексасу.

## Каријера

### Музика
Гонзалез је снимио оригинални материјал као и ремикс песме „Опроштај”" Енрикеа Иглесијаса и Никија Џема.  Од 2016. године, Гонзалес је припремао свој први соло албум, под називом AwakIn, који је подешен тако да приказује песме на енглеском и шпанском језику, са мешавином латинских ритмова и америчке реп и поп музике.

### Телевизија и филм
Гонзалез је започео своју глумачку каријеру у телевизијским рекламама у Тексасу. Након завршетка средње школе, Гонзалез се преселио у Лос Анђелес, где је почео да ради на рекламама и телевизијским серијама. Радио је телевизијске рекламе за Форд, Хондау и АТ&Т.
Јануара 2007. године, Гонзалез се пријавио на аудицију за Стварање Менуда у Лос Анђелесу. То му није успело, па је почео са часовима плеса и поново се пријављује на аудицију у Даласу. У Даласу, њега је одабрао порторикански певач Луис Фонси и радио водитељ Даниел Луна, као једног од двадесет пет учесника који би ишли Њујорк, где су учествовали у снимању серије Пут за Менундо. Гонзалез је био један од 15 чланова групе, који су прешли на представу Стварање Менунда.
У склопу представе, Гонзалез се заједно са четрнаест других уметника, обучавао за певање и плес у Саут Бичу скоро четири месеца.
Године 2009, Гонзалез се појавио у серији Паркови и рекреација у епизоди Сестрински град  као Џони, венецуелански приправник.
Године 2010. Гонзалез је играо главну улогу у споту Каје Розентал (Не могу да те избацим из главе). Гонзалез се такође појављује у Ћоркирани у иностранству, Тешка времена РЈ Бергера и Родитељство. У 2010. години, Гонзалез је имао улогу у серији Викторијус у епизоди (Опстанак најтоплијег).

Гонзалез је глумио у Лос американцима, Интернет серији која је покренута у мају 2011. године. Гонзалез се појавио 2013. године у интернет серији Плави (интернет серија). Такође је радио на другим интернет серијама, укључујући „Рагдолс” у 2013. години. Гонзалез је 2015. године добио улогу Џејка, у епизоди Плави Божић, у програму Морнарички истражитељи: Њу Орлеанс. Улогу Рендија имао је у америчком хорор филму Покољ на пиџама журци из 2012. године. Он такође учествује у кратком филму "11:11" 

## Лични живот
Гонзалес је одрастао у Шугар Ленду, у Тексасу, у предграђу Хјустона и тренутно живи у Лос Анђелесу, у Калифорнији. 

## Филантропија
Песму "Сигуран пролаз" ХК Гонзалез отпевао је за "напредни Интегративни велнес и жене вата и шире", у Калифорнији, САД. Певао је на скуповима и фестивалима који подржавају оне који су преживели и борце против насиља у породици. Он жели да буде глас тих људи који су преживели или су били подвргнути било каквом насиљу у породици, као и за оне који се и даље суочавају са тим. ХК Гонзалез је извео ову песму уживо на сцени. Сврха ове песме је да пошаље поруку свим људима, посебно онима који су изложени насиљу у породици, да нису сами. Штавише, ХК је такође подржао непрофитну организацију која се бори против карцинома простате, од којег је боловао његов отац. Придружио се и другим волонтерским организацијама које су шириле свест о борби против рака. ХК осећа бол ових људи јер је то искусио са својим оцем и братом. Још кад је био дете, ХК се придружио организацијама, и учествовао на догађајима како би помогао деци са сличним стањима, као његов брат Даниел. Од 2001. године у Ширнерској болници за децу у (Хјустону) волонтирао је у различитим пројектима, подржавајући их својим музичким пројектима у Тексасу и Калифорнији, како би прикупили средства за различите друштвене циљеве. Ово показује да он није помагао само својој породици, брату и оцу, већ се трудио да помогне свима којима може помоћи. Подршка ХК-а људима никада неће престати, он ће увек бити глас за оне који су без гласа. 

## Филмографија

### Филм & Видео
| Годину | Име                                                      | Улога                        | Напомене                    |
| ------ | -------------------------------------------------------- | ---------------------------- | --------------------------- |
| 2009   | Други долазак                                            | (Полицајац, као Хуан Камило) | Видео                       |
| 2012   | Покољ на пиџама журци                                    | Ренди                        | Филм                        |
| 2014   | 11:11                                                    | Рајан                        | Кратко                      |
| 2015   | Елена                                                    | Виктор                       | Кратко                      |
| 2015   | Врући блиц: Хронике Ларе Тате - суперхерој менопаузе     | Петао Блок                   | Филм                        |
| 2017   | Више него довољно (оригинални наслов: Добро након лошег) | Колин                        | Филм режија: Ана-Марија Хес |
| 2018   | Манифест Ернеста                                         | Логан                        | Филм                        |

### Телевизија
| Годину | Име                                | Улога                        | Напомене                                                                        |
| ------ | ---------------------------------- | ---------------------------- | ------------------------------------------------------------------------------- |
| 2007   | Стварање Менунда                   | ХК                           | МТВ ријалити шоу                                                                |
| 2008   | Незгода У Иностранству             | Елиадин и Лиин МекКордс брат | Епизода: Бангладеш Канал Националне географије                                  |
| 2009   | Паркови и рекреација               | Џони                         | Епизода: Сестрински град                                                        |
| 2010   | Тешка времена РЈ Бергера тв серија | плесач ножем                 | Епизода Бергер Долази                                                           |
| 2010   | Викторијус                         | Бен                          | Епизода: Преживљавање најтоплијег                                               |
| 2010   | Родитељство                        | Младић Братства              | Епизода: Наранџасто Упозорење                                                   |
| 2011   | Биг Тајм Раш                       | Костарт                      | Епизода: Велики Ударац Времена                                                  |
| 2012   | Како да развалимо                  | Фудбалер Силеџија            | Епизода: Како развалити њукаст, телевизијска серија                             |
| 2013   | Рагдолс                            | Матео                        | Епизоде: Љуби ме пуно, Секси грудњак, Тајни агент за састанке, Банка продавница |
| 2014   | Нисам то урадио                    | Мајк                         | Епизода: Линдин нос је најбољи                                                  |
| 2015   | Поморска полиција: Њу Орлеанс      | Џејк                         | Епизода: "Плави Божић"                                                          |
| 2018   | 9-1-1 (ТВ серија)                  | Кајл                         | Серијал                                                                         |
| 2018   | Голијат (ТВ серија)                | ДЈ Дијего Спиз               | Телевизијка серија                                                              |

### Епизоде
| Годину | Име                           | Улога          | Напомене |
| ------ | ----------------------------- | -------------- | --- |
| 2009   | Петнаеста љубав               | Син Синди Ли   | Синди Ли (Паола Турбај) |
| 2011   | Лос американци од Денис Леони | Пол Валенцуела | Епизоде: Идемо у Мексико; Истина боли; Тајне; Не уведи нас у искушење; Породична реликвија; Наслеђе; Риба и гости; Срећан рођендан |
| 2013   | Плави (интернет серија)       | Хари           | Епизода: Какво је то име Плави? од Родриго Гарсија                                                                                 |

### Рекламе
| Тржни центар                   | Статус | Канал                        |
| ------------------------------ | ------ | ---------------------------- |
| Хонда Стане (Енглески/шпански) | Главни | Национални                   |
| Џек у кутији (шпански)         | Главни | Национални                   |
| ХЦЦС јесења реклама            | Главни | Регионални                   |
| Нерф Вулкан Хасбро             | Главни | Регионални                   |
| Академије спортске робе        | Главни | Регионални                   |
| Хјустонски државни колеџ       | Главни | Регионални (институционални) |
| Национални                     | Главни | Онлајн                       |
| Фиеста рок                     | Главни | Регионални                   |
| Повезати ЕДУ                   | Главни | Онлајн                       |
| Нинтендо                       | Главни | Национални                   |
| КФЦ                            | Главни | Национални                   |
| АТ&Т                           | Главни | Национални                   |
| Форд Фокус                     | Главни | Национални                   |

### Песме
| Годину | Име                        | Положај        | Положај      | Албум                    |
| Годину | Име                        | Е. Е. В. У Р&Б | Е Е В. У Рап | Албум                    |
| ------ | -------------------------- | -------------- | ------------ | ------------------------ |
| 2015   | Једначина љубави           | —              | —            | Једначина љубави – сингл |
| 2015   | Тихе игре                  | —              | —            | Тихе Игре – сингл        |
| 2015   | Купидон                    | —              | —            |                          |
| 2015   | Зум                        | —              | —            | Зум – сингл              |
| 2015   |                            | —              | —            |                          |
| 2016   | Усамљени разговори         | —              | —            |                          |
| 2016   | Борба                      | —              | —            |                          |
| 2016   | Дозволите ми да будем свој | —              | —            |                          |